# 平徳線
平徳線（ピョンドクせん）は、朝鮮民主主義人民共和国平壌直轄市船橋区域にある大同江駅から平安北道球場郡にある球場青年駅までを結ぶ鉄道路線である。

## 概要
現在平徳線と呼ばれる路線は、日本統治時代に建設された平壌炭鉱線・西鮮中央鉄道を原型としている。すなわち、現在の平徳線のうち
- 大同江～新成川間：朝鮮総督府鉄道平壌炭鉱線
- 新成川～郷元間：西鮮中央鉄道

にあたる。勝湖里～新成川間は本来なら西鮮中央鉄道の区間たったが、1944年4月1日平壌炭鉱線に編入された。 郷元～球場青年間については、戦後、北朝鮮によって徳八線として延伸開業が行われた。そして大同江〜美林間は移設され、平壌市区間は約1.5km長くなった。

## 沿革

### 平壌炭鉱線
- 1911年9月1日 - 平壌〜寺洞間が開通する。[3]
- 1918年5月5日 - 寺洞〜勝湖里間が開通する。[4]
- 1920年10月15日 - 船橋里駅が開業。[5]
- 1925年11月1日 - 青龍駅が開業。[6]
- 1926年10月1日 - 京義線大同江駅の開業のため、本線の区間は大同江〜勝湖里間に変更された。[7]
- 1934年11月1日 - 立石里駅が開業。[8]

### 西鮮中央鉄道
- 1939年6月29日 - 勝湖里〜石廩間が開通する。[9]
- 1939年11月14日 - 石廩〜平南江東（江東）駅間が開通する。[10]
- 1941年10月1日 - 新成川〜北倉間と現在の梓洞線区間が開通する。[11]
- 1942年9月18日 - 平南江東〜新成川間が開通する。[12]
- 1944年4月1日 - 勝湖里〜新成川間が買収され、朝鮮総督府鉄道所属平壌炭鉱線に編入される。[1]
- 1944年12月28日 - 北倉〜玉泉（鳩峴）間が開通する。[13]
- 1945年5月25日 - 玉泉〜長安（南徳）駅間が開通する。[14]

### 第二次大戦後
- 1946年 - 南徳〜郷元〜長上間が開通[15]。
- 1953年 - 郷元〜球場青年〜八院間が徳八線として開通[15]
- 1979年6月 - 大同江〜郷元〜長上間電化。[16]

## 駅一覧
| 駅名                | 駅名                | 駅名                            | 駅間キロ (km) | 大同江 からの 累計キロ (km) | 新成川 からの 累計キロ (km) | 接続路線                                 | 所在地            | 所在地            | 線籍上の路線名 |
| 日本語              | 朝鮮語              | 英語                            | 駅間キロ (km) | 大同江 からの 累計キロ (km) | 新成川 からの 累計キロ (km) | 接続路線                                 | 所在地            | 所在地            | 線籍上の路線名 |
| ------------------- | ------------------- | ------------------------------- | ------------- | --------------------------- | --------------------------- | ---------------------------------------- | ----------------- | ----------------- | -------------- |
| 平壌駅              | 평양역              | P'yŏngyang                      | 0.0           | -2.6                        | -                           | 北朝鮮鉄道省：平義線・平南線             | 平壌直轄市        | 中区域            | ※              |
| 大同江駅            | 대동강역            | Taedonggang                     | 2.6           | 0.0                         | -                           | 北朝鮮鉄道省：平釜線                     | 平壌直轄市        | 船橋区域          | ※              |
| 大同江駅            | 대동강역            | Taedonggang                     | 2.6           | 0.0                         | -                           | 北朝鮮鉄道省：平釜線                     | 平壌直轄市        | 船橋区域          | 平徳線         |
| 東平壌駅            | 동평양역            | Tongp'yŏngyang                  | 3.2           | 3.2                         | -                           |                                          | 平壌直轄市        | 力浦区域          |                |
| 松新駅              | 송신역              | Songsin                         | 3.2           | 6.4                         | -                           |                                          | 平壌直轄市        | 寺洞区域          |                |
| 美林駅              | 미림역              | Mirim                           | 7.0           | 13.4                        | -                           |                                          | 平壌直轄市        | 寺洞区域          |                |
| 青龍駅              | 청룡역              | Ch'ŏngryong                     | 5.9           | 19.3                        | -                           | 北朝鮮鉄道省：明堂線                     | 平壌直轄市        | 寺洞区域          |                |
| 立石里駅            | 립석리역            | Ripsŏk-ri                       | 1.8           | 21.1                        | -                           | 北朝鮮鉄道省：高飛線                     | 黄海北道 勝湖郡   | 黄海北道 勝湖郡   |                |
| 勝湖里駅            | 승호리역            | Sŭngho-ri                       | 4.8           | 25.9                        | -                           |                                          | 黄海北道 勝湖郡   | 黄海北道 勝湖郡   |                |
| 晩達里駅            | 만달리역            | Mandal-ri                       | 4.2           | 30.1                        | -                           |                                          | 黄海北道 勝湖郡   | 黄海北道 勝湖郡   |                |
| 貨泉駅              | 화천역              | Hwach'ŏn                        | 3.8           | 33.9                        | -                           |                                          | 黄海北道 勝湖郡   | 黄海北道 勝湖郡   |                |
| 金玉駅              | 금옥역              | Kŭmok                           | 4.7           | 38.6                        | -                           |                                          | 黄海北道 勝湖郡   | 黄海北道 勝湖郡   |                |
| 松街駅              | 송가역              | Songga                          | 3.2           | 41.8                        | -                           | 北朝鮮鉄道省：徳山線                     | 平壌直轄市 江東郡 | 平壌直轄市 江東郡 |                |
| 三登駅              | 삼등역              | Samdŭng                         | 6.4           | 48.2                        | -                           | 北朝鮮鉄道省：三登炭鉱線                 | 平壌直轄市 江東郡 | 平壌直轄市 江東郡 |                |
| 黒嶺駅              | 흑령역              | Hŭngryŏng                       | 3.3           | 51.5                        | -                           |                                          | 平壌直轄市 江東郡 | 平壌直轄市 江東郡 |                |
| 石廩駅              | 석름역              | Sŏngnŭm                         | 4.0           | 55.5                        | -                           |                                          | 平壌直轄市 江東郡 | 平壌直轄市 江東郡 |                |
| 江東駅 (平南江東駅) | 강동역 (평남강동역) | Kangdong (P'yŏngnam Kangdong)   | 8.5           | 64.0                        | -                           |                                          | 平壌直轄市 江東郡 | 平壌直轄市 江東郡 |                |
| 百源駅              | 백원역              | Paegwŏn                         | 8.0           | 72.0                        | -                           |                                          | 平安南道          | 成川郡            |                |
| 成川駅 (平南成川駅) | 성천역 (평남성천역) | Sŏngch'ŏn (P'yŏngnam Sŏngch'ŏn) | 9.2           | 81.2                        | -                           |                                          | 平安南道          | 成川郡            |                |
| 三徳駅              | 상덕역              | Samdŏk                          | 7.0           | 88.2                        | -                           |                                          | 平安南道          | 成川郡            |                |
| 新成川駅            | 신성천역            | Sinsŏngch'ŏn                    | 6.1           | 94.3                        | 0.0                         | 北朝鮮鉄道省：平羅線                     | 平安南道          | 成川郡            |                |
| 錦坪駅 (豊坪駅)     | 금평역 (풍평역)     | Kŭmp'yŏng (P'ungp'yŏng)         | 7.4           | 101.7                       | 7.4                         |                                          | 平安南道          | 成川郡            |                |
| 院倉駅              | 원창역              | Wŏnch'ang                       | 5.7           | 107.4                       | 13.1                        | 北朝鮮鉄道省：霊台線                     | 平安南道          | 殷山郡            |                |
| 九井駅              | 구정역              | Kujŏng                          | 3.6           | 111.0                       | 16.7                        | 北朝鮮鉄道省：梓洞線                     | 平安南道          | 殷山郡            |                |
| 松南青年駅 (松南駅) | 송남청년역 (송남역) | Songnam Ch'ŏngnyŏn (Songnam)    | 7.0           | 118.0                       | 23.7                        | 北朝鮮鉄道省：ソルゴル炭鉱線             | 平安南道          | 北倉郡            |                |
| 仮倉駅              | 가창역              | Kach'ang                        | 4.0           | 122.0                       | 27.7                        |                                          | 平安南道          | 北倉郡            |                |
| 北倉駅              | 북창역              | Pukch'ang                       | 8.4           | 130.4                       | 36.1                        | 北朝鮮鉄道省：官下線・得将線             | 平安南道          | 北倉郡            |                |
| 玉泉駅              | 옥천역              | Okch'ŏn                         | 3.5           | 133.9                       | 39.6                        |                                          | 平安南道          | 北倉郡            |                |
| 鳩峴駅 (玉泉駅)     | 구현역 (옥천역)     | Kuhyŏn (Okch'ŏn)                | 2.4           | 136.3                       | 42.0                        | 北朝鮮鉄道省：芿浦線                     | 平安南道          | 北倉郡            |                |
| 檜安駅              | 회안역              | Hoe'an                          | 3.4           | 139.7                       | 45.4                        |                                          | 平安南道          | 北倉郡            |                |
| 南徳駅 (長安駅)     | 남덕역 (장안역)     | Namdŏk (Chang'an)               | 5.4           | 145.1                       | 50.8                        |                                          | 平安南道          | 徳川市            |                |
| 済南駅              | 제남역              | Chenam                          | 4.0           | 149.1                       | 54.8                        |                                          | 平安南道          | 徳川市            |                |
| 南徳川駅            | 남덕천역            | Namdŏkch'ŏn                     | 3.7           | 152.8                       | 58.5                        | 北朝鮮鉄道省：徳南線                     | 平安南道          | 徳川市            |                |
| 徳川駅              | 덕천역              | Tokch'ŏn                        | 2.0           | 154.8                       | 60.5                        | 北朝鮮鉄道省：西倉線                     | 平安南道          | 徳川市            |                |
| 郷元駅              | 향원역              | Hyang'wŏn                       | 4.7           | 159.5                       | 65.2                        | 北朝鮮鉄道省：長上線                     | 平安南道          | 徳川市            |                |
| 杜日嶺駅            | 두일령역            | Tuillyŏng                       |               |                             | -                           |                                          | 平安南道          | 徳川市            |                |
| 咸家駅              | 함가역              | Hamga                           |               |                             | -                           |                                          | 平安北道 球場郡   | 平安北道 球場郡   |                |
| 坵丹駅              | 구단역              | Kudan                           |               |                             | -                           |                                          | 平安北道 球場郡   | 平安北道 球場郡   |                |
| 球場青年駅 (球場駅) | 구장청년역 (구장역) | Kujang Ch'ŏngnyŏn (Kujang)      |               |                             | -                           | 北朝鮮鉄道省：満浦線・青年八院線・龍岩線 | 平安北道 球場郡   | 平安北道 球場郡   |                |

- ※：平壌駅～大同江駅間は平釜線であるが、全列車が平壌駅まで乗り入れる。

### 廃駅
- 船橋里駅（선교리역） - 東平壌駅と松新駅との間に存在した。廃止当時は平壌直轄市寺洞区域に位置していた。（大同江起点3.3km）
- 寺洞駅（사동역） - 松新駅と美林駅との間に存在した。廃止当時は平壌直轄市寺洞区域に位置していた。（大同江起点7.5km）
- 順徳駅（순덕역） - 百源駅と成川駅との間に存在した。廃止当時は平安南道成川郡に位置していた。（大同江起点78.5km）
- 月浦駅（월포역） - 九井駅と松南青年駅との間に存在した。廃止当時は平安南道殷山郡に位置していた。（大同江起点116.1km）

## 参考資料
1. 1 2  朝鮮総督府官報 昭和第5143号, 1944年3月29日
2. ↑  百年の鉄道旅行ー平壌地図 昭和12年
3. ↑  朝鮮総督府官報 明治第297号, 1911年8月24日
4. ↑  朝鮮総督府官報 大正第1720号, 1918年5月3日
5. ↑  朝鮮総督府官報 大正第2455号, 1920年10月16日
6. ↑  朝鮮総督府官報 大正第3956号, 1925年10月26日
7. ↑  朝鮮総督府官報 大正第4224号, 1926年9月17日
8. ↑  朝鮮総督府官報 昭和第2328号, 1934年10月12日
9. ↑  朝鮮総督府官報 昭和第3736号, 1939年7月5日
10. ↑  朝鮮総督府官報 昭和第3851号, 1939年11月20日
11. ↑  朝鮮総督府官報 昭和第4410号, 1941年10月4日
12. ↑  朝鮮総督府官報 昭和第4699号, 1942年9月25日
13. ↑  朝鮮総督府官報 昭和第5376号, 1945年1月10日
14. ↑  朝鮮総督府官報 昭和第5500号, 1945年6月6日
15. 1 2  북한철도시설현황 기획조정본부
16. ↑  평덕선

- 国分隼人（2007年）. 『将軍様の鉄道 北朝鮮鉄道事情』, 新潮社. ISBN 9784103037316
- 鉄道省 編, 『鉄道停車場一覧 昭和12年10月1日現在』, 川口印刷所出版部, 1937, p486